# Italia Basket Hall of Fame
Il premio Italia Basket Hall of Fame è il massimo riconoscimento conferito dalla Federazione Italiana Pallacanestro. L'onorificenza viene assegnata a personaggi italiani del mondo della pallacanestro che «più di altri si sono adoperati per la diffusione ed il miglioramento della pallacanestro del nostro Paese».

## Membri
| Legenda: | * Membro del Naismith Memorial Basketball Hall of Fame | ** Membro del FIBA Hall of Fame | *** Membro del Naismith e del FIBA Hall of Fame |

### Atleti
| Membro dal | Nome                   |
| ---------- | ---------------------- |
| 2006       | Elio Pentassuglia *    |
| 2006       | Gianfranco Lombardi    |
| 2006       | Dino Meneghin ***      |
| 2006       | Sandro Riminucci       |
| 2006       | Paolo Vittori          |
| 2007       | Pierluigi Marzorati ** |
| 2007       | Gianfranco Pieri       |
| 2008       | Ottorino Flaborea      |
| 2008       | Aldo Ossola            |
| 2009       | Giuseppe Brumatti      |
| 2009       | Giovanni Gavagnin      |
| 2009       | Giulio Iellini         |
| 2010       | Massimo Masini         |
| 2011       | Gabriele Vianello      |
| 2011       | Sauro Bufalini         |
| 2012       | Renzo Bariviera        |
| 2012       | Franco Bertini         |
| 2013       | Carlo Caglieris        |
| 2013       | Renato Villalta        |
| 2014       | Fabrizio Della Fiori   |
| 2014       | Marino Zanatta         |
| 2015       | Ivan Bisson            |
| 2016       | Massimo Cosmelli       |
| 2016       | Enrico Gilardi         |
| 2016       | Romeo Sacchetti        |
| 2017       | Oscar Schmidt ***      |
| 2023       | Bob Morse              |

| Membro dal | Nome             |
| ---------- | ---------------- |
| 2007       | Mabel Bocchi     |
| 2008       | Nidia Pausich    |
| 2009       | Nicoletta Persi  |
| 2010       | Lidia Gorlin     |
| 2011       | Rosetta Bozzolo  |
| 2012       | Wanda Sandon     |
| 2013       | Catarina Pollini |
| 2014       | Mara Fullin      |
| 2015       | Bianca Rossi     |

### Allenatori e arbitri
| Membro dal | Nome              |
| ---------- | ----------------- |
| 2006       | Cesare Rubini *   |
| 2007       | Carlo Recalcati   |
| 2008       | Ettore Messina    |
| 2009       | Arnaldo Taurisano |
| 2010       | Tonino Zorzi      |
| 2011       | Dido Guerrieri    |
| 2012       | Dan Peterson      |
| 2013       | Valerio Bianchini |
| 2014       | Gianni Asti       |
| 2015       | Alberto Bucci     |
| 2015       | Bogdan Tanjević   |

| Membro dal | Nome                   |
| ---------- | ---------------------- |
| 2007       | Aldo Albanesi          |
| 2008       | Giancarlo Vitolo       |
| 2009       | Vittorio Paolo Fiorito |
| 2010       | Ninì Ardito            |
| 2011       | Bruno Duranti          |
| 2012       | Stefano Cazzaro        |

### Premi alla memoria e benemeriti
| Membro dal | Nome                 |
| ---------- | -------------------- |
| 2007       | Aldo Giordani        |
| 2007       | Enrico Vinci         |
| 2008       | Nello Paratore       |
| 2008       | Giancarlo Primo      |
| 2009       | Adolfo Bogoncelli    |
| 2009       | Vittorio Tracuzzi    |
| 2010       | Maurizio Martolini   |
| 2010       | Sergio Stefanini     |
| 2011       | Aldo Allievi         |
| 2011       | Giovanni Maggiò      |
| 2011       | Emilio Tricerri      |
| 2012       | Gianfranco Benvenuti |
| 2013       | Gino Burcovich       |
| 2014       | Diego Pini           |
| 2022       | Franco Lauro         |

| Membro dal | Nome                |
| ---------- | ------------------- |
| 2007       | Claudio Coccia      |
| 2007       | Gianluigi Porelli   |
| 2008       | Aldo Vitale         |
| 2009       | Gianni Corsolini    |
| 2010       | Amedeo Salerno      |
| 2011       | Valter Scavolini    |
| 2012       | Gilberto Benetton   |
| 2013       | Alessandro Galleani |
| 2014       | Antonio Bulgheroni  |
| 2014       | Raffaele Morbelli   |
| 2015       | Achille Canna       |

### Club/squadre
| Membro dal | Nome                                                |
| ---------- | --------------------------------------------------- |
| 2011       | Nazionale maschile ai Giochi olimpici di Mosca 1980 |
| 2013       | Nazionale maschile agli Europei 1983                |
| 2015       | Grande Ignis                                        |
| 2016       | Pallacanestro Olimpia Milano                        |

## Criteri di eleggibilità
Questa onorificenza è stata istituita nel 2006, con lo scopo di ricordare e valorizzare chi ha fatto la storia della pallacanestro italiana. La cerimonia annuale di consegna si svolge generalmente nei primi mesi dell'anno solare, ed i premi fanno riferimento all'anno solare precedente. La prima premiazione ufficiale è avvenuta l'11 febbraio 2007 a Bologna, durante l'atto finale delle Final Eight di Coppa Italia.
Sono sei le categorie cui viene assegnato il premio dell'Italia Basket Hall of Fame: atlete, atleti, allenatori, arbitri, benemeriti ed infine alla memoria. Sono premiati di diritto tutti quegli sportivi già eletti nel Naismith Memorial Basketball Hall of Fame e nel FIBA Hall of Fame.
Per ciascuna edizione non possono essere assegnati complessivamente più di sette premi Hall of Fame, fatta eccezione per coloro già eletti nel Naismith e nel FIBA Hall of Fame. In aggiunta, sono consentiti un numero massimo di due onorificenze Hall of Fame alla memoria.

### Atleti
Per le categorie atleti possono essere premiati solamente sportivi che abbiano cessato la propria attività da almeno cinque anni e con almeno 100 presenze in Nazionale maschile o almeno 50 presenze in Nazionale femminile; o che abbiano vinto almeno una volta in carriera una coppa europea con il proprio club; o abbiano raggiunto un piazzamento a medaglia in un campionato europeo, mondiale o ai Giochi olimpici con la Nazionale.

### Allenatori
Tra gli allenatori, possono essere premiati anche coloro che siano attualmente in attività purché si siano distinti in Italia ed all'estero, ed abbiano raggiunto un piazzamento a medaglia in un campionato europeo, mondiale o ai Giochi olimpici con la Nazionale. Può essere premiato al massimo un allenatore l'anno.

### Arbitri
Gli arbitri che possono ricevere il premio devono: essersi distinti in campo nazionale ed internazionale; aver arbitrato almeno dieci stagioni in Serie A; avere la qualifica di internazionale ed aver arbitrato almeno una volta in un campionato europeo, mondiale o ai Giochi olimpici. Può essere premiato al massimo un arbitro l'anno.

### Benemeriti
Per la categoria benemeriti il premio è assegnato a personaggi che si sono «particolarmente distinti per la diffusione e per la valorizzazione della pallacanestro italiana» sia in Italia che all'estero. Devono aver svolto attività ufficiale in seno alla pallacanestro italiana per almeno venti anni. Il premio ai benemeriti è denominato "Una vita per il basket", ed è assegnato ad una sola persona ogni anno.

### Alla memoria
Il premio alla memoria è assegnato secondo gli stessi criteri del premio "Una vita per il basket", ed è conferito a persone non più in vita. Può essere assegnato fino ad un massimo di due persone l'anno.